# District militaire est
Le district militaire est (en russe : Восточный военный округ), traduisible aussi par « district militaire oriental » et abrégé VVO (la transcription de ВВО), est une région militaire de Russie.
C'est l'un des cinq districts militaires des Forces armées de la fédération de Russie, ayant sa juridiction dans le district fédéral d'Extrême-Orient du pays ; son siège se situe à Khabarovsk. Le district militaire oriental est créé dans le cadre des réformes militaires de 2008 et fondé par l'oukase présidentiel no 1144 signé le 20 septembre 2010, pour remplacer le district militaire d'Extrême-Orient par l'ajout de la section Transbaïkalie du district militaire sibérien. Le district commence ses opérations le 21 octobre 2010, sous le commandement de l'amiral Konstantin Sidenko.
Le district militaire de l'Est est le deuxième plus grand district militaire de Russie par sa taille géographique de 7 000 000 kilomètres carrés. Le district contient douze sujets fédéraux de Russie : l'oblast de l'Amour, la Bouriatie, le Tchoukotka, l'oblast autonome juif, le kraï du Kamtchatka, le kraï de Khabarovsk, l'oblast de Magadan, le kraï de Primorié, la république de Sakha, l'oblast de Sakhaline, le kraï de Transbaïkalie.
Le commandant des forces de défense aérienne est subordonné à toutes les formations des forces armées et des armes de combat des forces armées déployées sur le territoire du district, à l'exception des forces de missiles stratégiques et des forces aérospatiales. En outre, il y a subordination opérationnelle des formations des troupes de la garde nationale, du service des frontières du FSB, ainsi que des unités du ministère des situations d'urgence et d'autres ministères et départements effectuant des tâches dans le district.

## Commandement

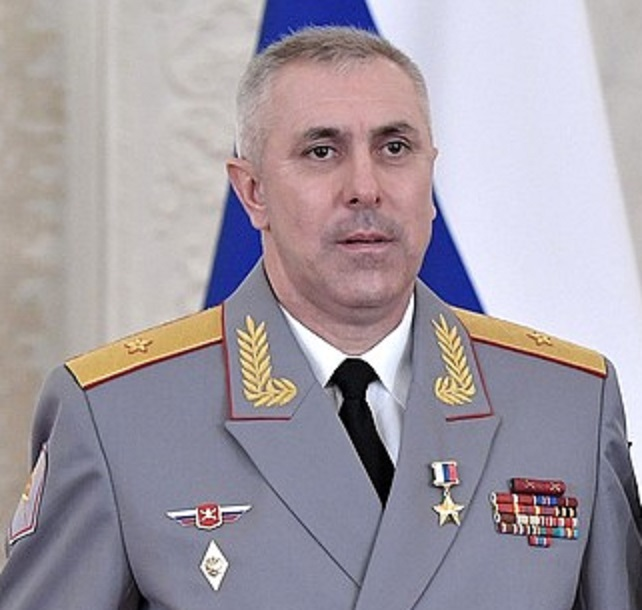
Le lieutenant-général Mouradov, commandant du district en 2021-2022.

### Commandants
- Amiral Konstantine Sidenko (octobre 2010 - octobre 2013)
- Colonel-général Sergueï Sourovikine (octobre 2013 - novembre 2017)
- Lieutenant-général Alexandre Lapine (avril - novembre 2017 (par intérim))
- Colonel-général Alexandre Jouravliov (novembre 2017 - novembre 2018)
- Colonel-général Guennadi Jidko (novembre 2018 - novembre 2021)
- Colonel-général Alexandre Tchaïko (novembre 2021 - 5 octobre 2022)
- Lieutenant-général Roustam Mouradov (5 octobre 2022 - 3 avril 2023)
- Lieutenant-général Mikhaïl Yakovlevitch Nossoulev (en) (depuis le 3 avril 2023)

### Chefs d'état-major — Premiers commandants adjoints
- Lieutenant-général Sergueï Sourovikine (octobre 2012 - 2013)
- Lieutenant-général Alexandre Lapine (2014 - avril 2017)
- Lieutenant-général Alexandre Tchaïko (avril 2017 - novembre 2018)
- Colonel-général Sergueï Kouralenko (octobre 2018 - février 2020)
- Lieutenant-général Evgueni Nikiforov (février 2020 - décembre 2022)

### Commandants adjoints
- Vice-amiral Alekminski Gavrilovitch (2014 - juillet 2019)
- Lieutenant-général Sergueï Sevrioukov (juillet 2019 - 2022)
- Lieutenant-général Mikhaïl Nossoulev (janvier 2020 - présent)

## Grandes unités
Le district est couvre toute la partie orientale de la Sibérie appelée l'Extrême-Orient russe, à l'est du lac Baïkal, face à la frontière sino-russe. En plus d'unités organiques (4 brigades de logistique, 2 brigades ferroviaires et 4 centres de formation et d'entraînement), le district a sous ses ordres en 2018 les grandes unités suivantes :
- de l'armée de terre russe[3] :
  - la 5e armée combinée, à Oussouriïsk au nord de Vladivostok ;
  - la 29e armée combinée, à Tchita en Transbaïkalie ;
  - la 35e armée combinée, à Belogorsk dans l'oblast de l'Amour ;
  - la 36e armée combinée, à Oulan-Oudé en Bouriatie ;
  - la 338e brigade de lance-roquettes de la Garde (armée avec des BM-27 Ouragan), à Novosysoevka dans le raïon de Iakolevka du kraï du Primorié ;
  - la 38e brigade de missiles antiaériens, à Ptichnik dans l'oblast autonome juif ;
  - la 14e brigade du génie de la Garde, à Viatskoïe dans le kraï de Khabarovsk ;
  - la 16e brigade de défense NBC, à Lessozavodsk dans le kraï du Primorié ;
  - la 17e brigade de guerre radio-électronique, à Matveevka près de Khabarovsk ;
  - la 104e brigade de commandement, à Khabarovsk ;
  - la 106e brigade (territoriale) de transmissions, à Dalneretchensk dans le kraï du Primorié ;
  - onze bases de stockage d'armes et d'équipements (de quoi théoriquement remettre sur pied neuf brigades de fusiliers motorisés et deux d'artillerie)[4] ;
- de la marine russe, avec la flotte du Pacifique, basée à Fokino (près de Vladivostok) et Petropavlovsk-Kamtchatski (sur la péninsule du Kamtchatka) :
  - le 68e corps d'armée, à Ioujno-Sakhalinsk sur l'île de Sakhaline ;
  - la 155e brigade d'infanterie navale, à Vladivostok ;
  - la 40e brigade d'infanterie navale, à Petropavlovsk-Kamtchatski ;
  - la 72e brigade de missiles côtiers, à Smolyaninovo dans le kraï du Primorié ;
  - la 75e brigade de missiles côtiers, sur les îles de Sakhaline, Itouroup et Kounachir ;
  - la 520e brigade de missiles côtiers, à Petropavlovsk-Kamtchatski ;
  - le 1532e régiment de missiles antiaériens, à Petropavlovsk-Kamchatsky ;
  - le 164e bataillon du génie maritime, au port de Sovetskaya ;
  - le 186e bataillon du génie maritime, à Razdolnoye ;
- des troupes aéroportées (les VDV) :
  - la 11e brigade d'assaut aéroporté de la Garde, à Sosnovy Bor près d'Oulan-Oudé ;
  - la 83e brigade d'assaut aéroporté de la Garde, à Oussouriïsk ;
- des forces spéciales du GRU :
  - la 14e brigade des forces spéciales de la Garde, à Oussouriïsk ;
  - la 88e brigade spéciale de génie radio, à Oulan-Oudé-40 ;
  - la 92e brigade spéciale de génie radio, à Starossissoievka dans le kraï du Primorié ;
  - le 7e régiment spécial de génie radio, à Artiom près de l'aéroport de Vladivostok ;
- de l'armée de l'air russe (la VVS et les PVO), la 11e armée aérienne, à Khabarovsk.

## Opérations

Lors de l'invasion de l'Ukraine en 2022, les véhicules russes portent des marques pour les différencier de ceux ukrainiens : c'est un grand V pour le district est (Vostock).

À partir de 2012, des BTG sont organisés au sein des brigades et régiments russes, composés à l'origine uniquement de militaires professionnels (pas de conscrits, mis à part des volontaires). Une partie des BTG du district oriental est envoyée dans le district ouest ainsi qu'en Biélorussie à l'occasion des grandes manœuvres Zapad-2021 (ru) (Запад-2021, « Ouest-2021 ») du 10 au 15 septembre 2021, puis « Détermination des alliés » (Союзная решимость-2022 (ru)) du 10 au 20 février 2022. Concentrées autour de Homiel (Gomel en russe) sous le commandement de l'état-major du district, ces forces débouchent le 24 février pour attaquer vers Kiev à l'ouest du Dniepr (la 41e armée du district centre attaquant à l'est du fleuve).
Cette attaque terrestre est lancée en même temps qu'un assaut héliporté sur l'aéroport de Hostomel (à l'est de Kiev), mené par la 11e brigade aéroportée (du district est), qui doit ensuite être rejoint via un pont aérien et la route par la 31e brigade aéroportée (du district central), la 76e division aéroportée et des éléments de la 45e brigade de spetsnaz (du district ouest) pour former un groupement des VDV. Mais la 4e brigade de réaction rapide ukrainienne contre-attaque, repoussant la 11e brigade russe le 25 février. Même scénario sur la base aérienne de Vassylkiv (au sud de Kiev).
Pendant que les assauts aéroportés échouent, les forces terrestres venant de Biélorussie progressent vers le sud, traversant la zone d'exclusion de Tchernobyl, mais freinées par le manque d'axes routiers, la destruction des ponts (notamment sur la Teteriv), des embuscades, ainsi que le terrain boisé et marécageux. Après la prise d'Ivankiv, les BTG des VDV longent le réservoir de Kiev pour rejoindre leurs camarades à Dymer et Hostomel, tandis que ceux de la 35e armée se déploient plus à l'ouest, de Boutcha à Borodianka : l'arrivée des renforts ukrainiens fixe rapidement le front le long de la rivière Irpine, avec des combats autour de la ville d'Irpin du 27 février au 28 mars. Par manque de place, les unités de la 36e armée restent d'abord en second échelon derrière la 35e, puis sont envoyées sur la route P02, formant le 28 février un bouchon de 64 km de long passant par Prybirsk, Ivankiv, Fenevychi et Hostomel. Le bouchon, harcelé durant deux semaines, ne se résorbe qu'à la mi-mars. Début mars, la 35e armée engage deux BTG à Makariv, tentant de s'avancer vers Byshiv (uk), mais trop isolés face aux harcèlements ukrainiens, les Russes évacuent cet axe le 22 mars.
Face à l'échec de l'offensive de Kiev, les forces russes annoncent le 29 mars qu'ils vont battre en retraite. Le 31 mars, Boutcha est reprise par les troupes ukrainiennes, découvrant des cadavres de civils dans les rues (certains depuis le 11 mars) et des fosses communes, faisant la une des médias occidentaux le 2 avril : ce massacre est attribué à la 64e brigade (de la 35e armée). L'artillerie russe a aussi abondamment frappé les zones résidentielles du Nord-Est de Kiev, notamment à Borodianka. Les dernières unités russes franchissent la frontière entre la Biélorussie et l'Ukraine le 3 avril. Les unités du district oriental sont d'abord mises au repos en Biélorussie et autour de Belgorod, avant d'être envoyées en renfort autour de Kherson.